# Apopestes innotata
Apopestes innotata là một loài bướm đêm trong họ Erebidae.